# محوطه و تپه شیشه قلعه ۳
محوطه و تپه شیشه قلعه ۳ مربوط به سده‌های اولیه دوران‌های تاریخی پس از اسلام است و در شهرستان بوئین‌زهرا واقع شده و این اثر در تاریخ ۱۰ مهر ۱۳۸۰ با شمارهٔ ثبت ۳۹۳۷ به‌عنوان یکی از آثار ملی ایران به ثبت رسیده است.